# Артур Хог
Артур Аллен Хог (28 січня 1921 — 17 липня 1999) — американський астроном, найбільш відомий своїм відкриттям Об'єкта Хога, типу кільцевої галактики, у 1950 році.

## Життєпис
Хог народився 28 січня 1921 року в Енн-Арборі, штат Мічиган. Син Лінн Артур Хог (Гарвардська медична школа, Корнелл і викладач Мічиганського університету) і дружини Вілми Вуд Хоуг. У нього було дві сестри, Мері Еліс (народилася в 1922 році) і Елізабет Рут (народилася в 1919 році), син на ім'я Том і дочка на ім'я Стефані. Його мати та сестра Мері (у віці 3 років) загинули 1 червня 1926 року, коли «Вашингтон Ірвінг» протаранила нафтова баржа й затонула на річці Норт-Рівер..
Його інтерес до астрономії почався рано. У 1942 році він закінчив Університет Брауна за спеціальністю фізика. Після закінчення навчання він пішов працювати в лабораторію ВМС. Здобув ступінь доктора філософії. Доктор астрономії в Гарварді в 1953 році під керівництвом Барта Бока. У 1955 році він переїхав до Арізони, щоб стати директором Флагстаффської станції USNO, де працював над кількома дослідницькими програмами.
У 1966 році його призначили директором зоряного відділу Національної обсерваторії Кітт-Пік (KPNO), де він брав участь у розробці 4-метрового телескопа Ніколаса У. Мейалла [1]. У 1977 році він став директором обсерваторії Лоуелл у Флагстаффі, штат Арізона. Він був відомий своїми роботами в області фотоелектричної та фотографічної фотометрії. Хоуг також розробляв астрономічні сайти та інструменти, а також досліджував квазізоряні об'єкти.[4] Він пішов у відставку з посади директора обсерваторії Лоуелл у 1986 році. Він помер 17 липня 1999 року в Тусоні, штат Арізона.

## Нагороди та відзнаки
Астероїд 3225 Хоуг, відкритий Керолін і Юджином Шумейкерами, був названий на його честь у грудні 1985 року.[4] У 1950 році він також відкрив Об'єкт Хоуга, майже ідеальну кільцеву галактику.